# Anděl milosrdenství
Anděl milosrdenství (angl. The Angel of Mercy) je první slovensko-český film natočený po rozpadu společného státu.
Komorní příběh lásky mladé vdovy po důstojníkovi k tajemnému válečnému zajatci se odehrává během první světové války. Natáčení probíhalo v okolí Bratislavy, ve Fričovcích, ve Spišských Vlachách.

## Obsazení
| Ingrid Timková   | Anežka  |
| Juraj Šimko      | Kryštof |
| Josef Vajnar     | Horecký |
| Peter Šimun      | Fero    |
| Juraj Mokrý      | Sylvio  |
| Marta Sládečková | Hilda   |
| Igor Latta       |         |